# Episodi di Peep and the Big Wide World (quinta stagione)
La quinta stagione della serie animata Peep and the Big Wide World, composta da 5 episodi (8 segmenti), è stata trasmessa negli Stati Uniti d'America da Discovery Kids dal 10 al 14 ottobre 2010.
In Italia la data della messa in onda della stagione è sconosciuta, anche se probabilmente non è mai stata doppiata.
| nº | Titolo originale                  | Titolo italiano | Prima TV USA    | Prima TV Italia |
| -- | --------------------------------- | --------------- | --------------- | --------------- |
| 1  | Two's a Crowd                     |                 | 10 ottobre 2011 |                 |
| 2  | The Road Not Taken                |                 | 11 ottobre 2011 |                 |
| 3  | Soap Opera                        |                 | 12 ottobre 2011 |                 |
| 3  | Diva Duck                         |                 | 12 ottobre 2011 |                 |
| 4  | Quack and the Amazing Sandy Magic |                 | 13 ottobre 2011 |                 |
| 4  | Duckball                          |                 | 13 ottobre 2011 |                 |
| 5  | Things That Go Peep in the Night  |                 | 14 ottobre 2011 |                 |
| 5  | Mud Muddle                        |                 | 14 ottobre 2011 |                 |